# Bertiera rufa
Bertiera rufa är en måreväxtart som beskrevs av Achille Richard och Dc.. Bertiera rufa ingår i släktet Bertiera och familjen måreväxter.
Artens utbredningsområde är Réunion. Inga underarter finns listade i Catalogue of Life.